# یوزف زیبر
یوزف زیبر (انگلیسی: Josef Sieber; ۲۸ آوریل ۱۹۰۰ – ۳ دسامبر ۱۹۶۲) یک هنرپیشه اهل آلمان بود.
از فیلم‌ها یا برنامه‌های تلویزیونی که وی در آن نقش داشته‌است می‌توان به روبرت کخ، پاراسلسوس اشاره کرد.